# 노리쇠 뭉치

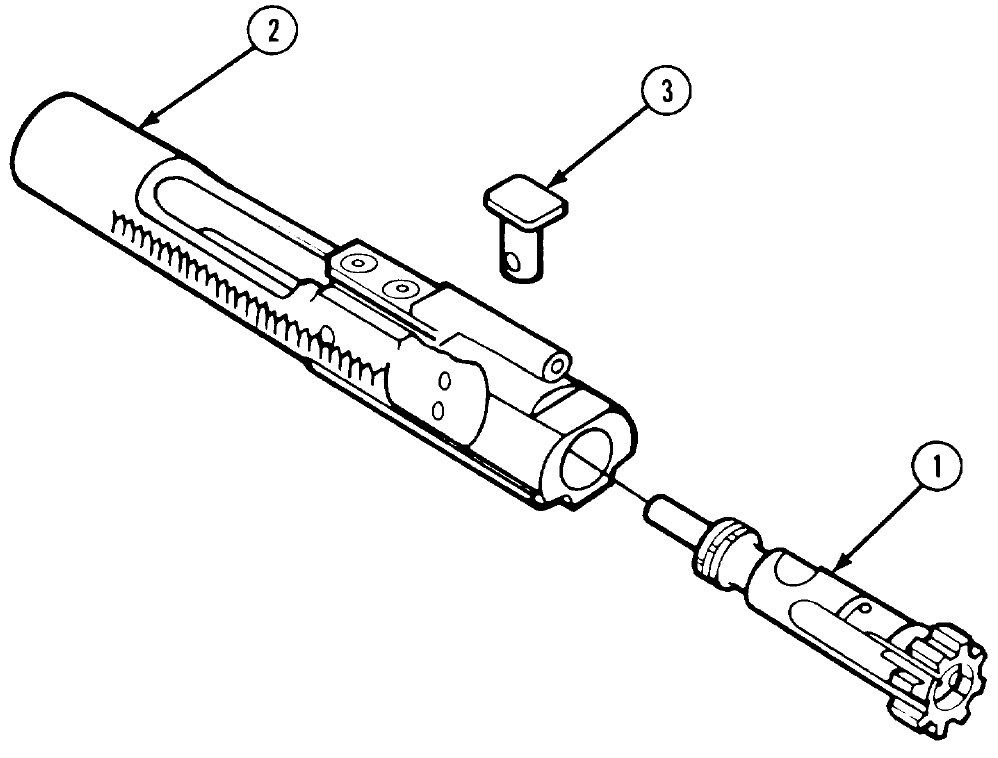
M16 소총의 1) 노리쇠, 2) 노리쇠 뭉치, 3) 노리쇠 캠 핀

노리쇠 뭉치(bolt carrier)는 보통 가스 작동식 소총에서 노리쇠와 기계적으로 연결되어 움직이는 부품을 말한다.
가스 작동식 자동소총의 경우 장전시 노리쇠 뭉치와 노리쇠가 같이 전진하고, 격발 후에는 노리쇠 뭉치가 먼저 후퇴하면 이에 따라 노리쇠 폐쇄가 풀리면서 노리쇠도 같이 후퇴하게 된다.

## 같이 보기
- 가스작동식
- 가스피스톤 방식
- 가스직동식